# Bodegas Marqués de Riscal
Marqués de Riscal (cuyo nombre comercial completo es Herederos del Marqués de Riscal, S.A.) es un grupo empresarial español dedicado a la industria del vino. Tiene su origen y sede en la localidad de Elciego, en la Rioja Alavesa, donde comenzó su actividad en 1858, siendo la bodega más antigua de Álava
En 2006 las bodegas de Elciego fueron transformadas en la «Ciudad del Vino», un complejo que incluye las bodegas primarias, las más modernas, los viñedos y un conjunto de ocio en el que se enmarca el Hotel Marqués de Riscal, un emblemático edificio diseñado por el arquitecto Frank Gehry e inaugurado por el rey Juan Carlos I.
Desde su origen en el siglo XIX, Marqués de Riscal ha producido vino de Rioja, pero en 1972 se instaló también en Rueda (Valladolid) para producir vino blanco que en 1980 recibiría la denominación de origen de vino de Rueda.

## Historia

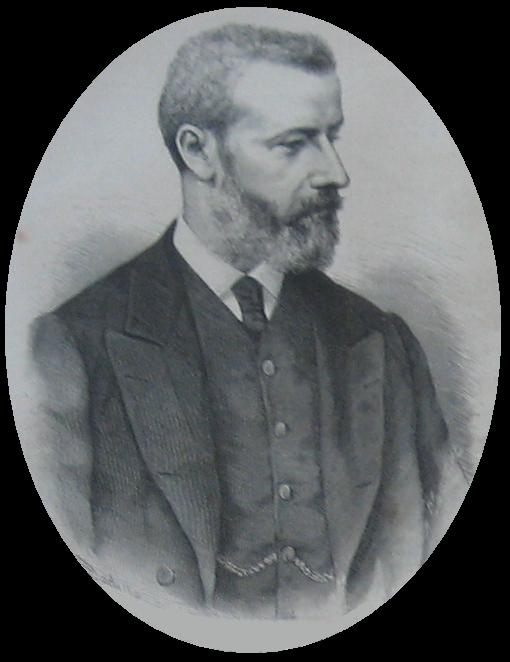
Camilo Hurtado de Amézaga, VI Marqués de Riscal, es considerado junto con su padre Guillermo Hurtado de Amézaga el fundador de las bodegas Marqués de Riscal en Elciego.

### Orígenes
Fue Camilo Hurtado de Amézaga, VI Marqués de Riscal, el impulsor de la creación de las bodegas que llevan el nombre de los herederos del Marquesado del Riscal. Residía en Burdeos cuando recibió el encargo de la Diputación Foral de Álava de contratar a un enólogo que pudiera enseñar a los cosecheros de la comarca las técnicas empleadas en el Médoc, para producir vinos según el sistema francés. El elegido fue Jean Pineau, maestro bodeguero de las bodegas del Château Lanessan, con quien firmó, representando a la Diputación, un contrato para asesorar a los productores alaveses. Seguidamente, Hurtado envió a la Rioja Alavesa "nueve mil sarmientos de toda garantía", de los tipos Cabernet Sauvignon, Merlot, Malbec y Pinot Noir, los más finos que se cultivaban en Francia, para experimentar en sus viñedos, donde se venían cultivando uvas de las variedades Tempranillo y Graciano.
En 1858 Hurtado, que había heredado de su padre unas bodegas en Elciego, fundó las bodegas Marqués de Riscal aplicando las técnicas utilizadas en Francia, y contrató a Pineau -que había dejado de trabajar para la diputación-. En la edición de 1895 de la Exposición Internacional de Burdeos, Marqués de Riscal se convierte en la primera bodega no francesa en recibir el Diploma de Honor.

### Consolidación

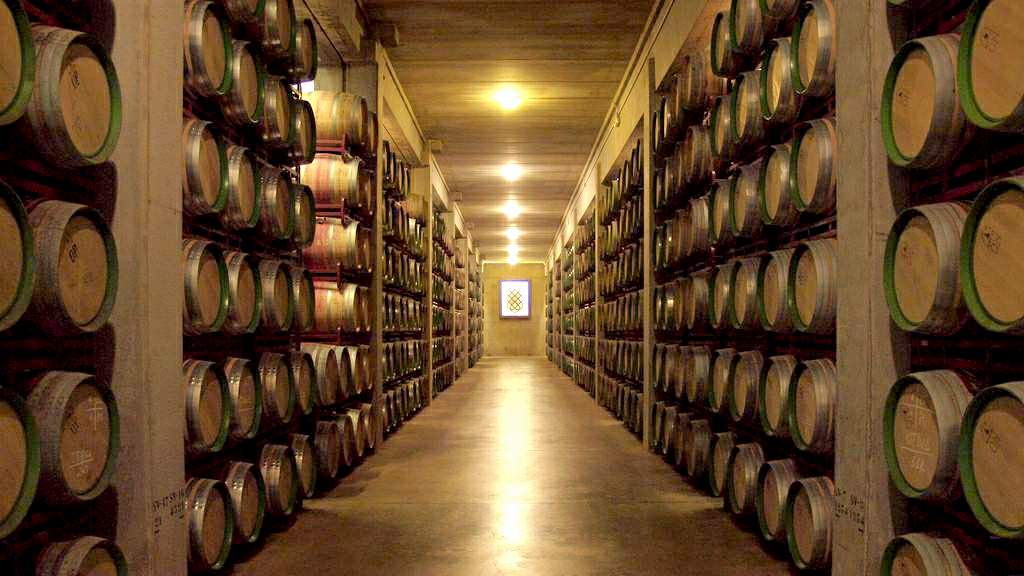
Interior de una de las bodegas, con barricas de roble a ambos lados del pasillo.

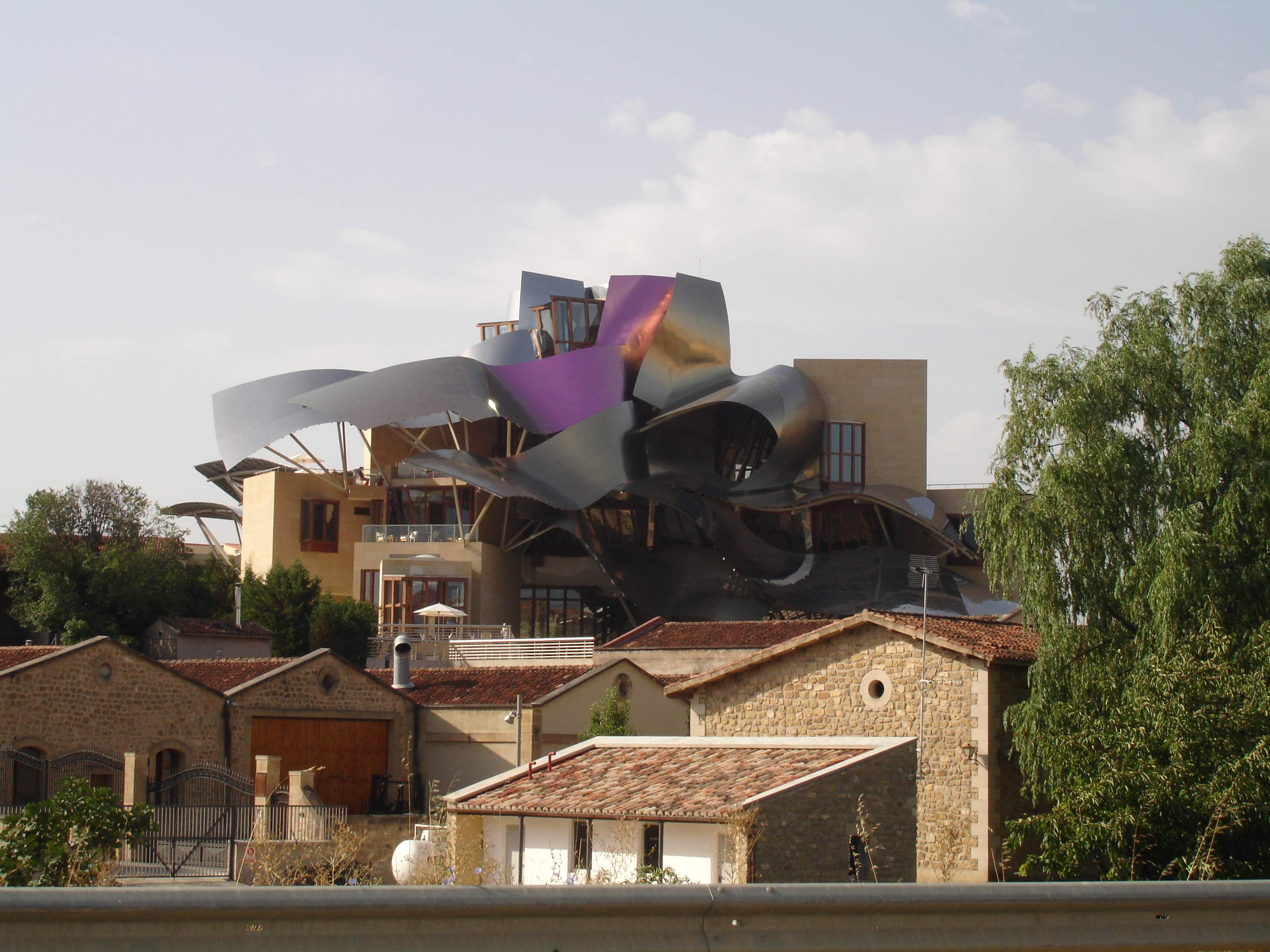
El Hotel Marqués de Riscal, diseñado por Frank Gehry, sobresaliendo por encima de las bodegas primitivas. Este edificio, inaugurado en 2006, se ha convertido en un icono de la arquitectura modernista, y en símbolo de Marqués de Riscal.

Marqués de Riscal aportó muchas innovaciones a la industria de la época, como la malla metálica que cubría las botellas, (destinada a evitar que fueran rellenadas fraudulentamente y que aportaba un carácter lujoso), conos de madera de fermentación, uso de barricas de 225 litros o botellas en posición horizontal. En la década de 1920, cuando ninguna bodega guardaba vino envasado (lo cual se realizaba únicamente bajo pedido) se almacenaban en su bodega unas 238.000 botellas de diferentes años, siendo en la actualidad la entidad que mayor cantidad de añadas antiguas conserva del mundo.
A principios de los años 1970, la empresa decide diversificar su producción y apuesta por la elaboración de otras variedades de vino. Así, tras dos años de ensayos, en 1972 comienza su producción de vino blanco en su nueva bodega en Rueda (Valladolid). El éxito de la producción en esta zona atrae a nuevos inversores, y en 1980 impulsa la creación de la denominación de origen Rueda.

### Ciudad del Vino
Como parte de su plan estratégico para los años 2000, la empresa proyectó un modelo de bodegas más vanguardista y con más vocación de complejo de ocio, denominado Ciudad del Vino. Así, remodeló todo el entorno y construyó una nueva bodega con la tecnología más avanzada, además de nuevos botelleros y laboratorios. 
La apuesta de ocio se localiza principalmente en el nuevo edificio proyectado por Frank Gehry (autor también del Museo Guggenheim Bilbao), una construcción vanguardista que se ha convertido en el símbolo de Marqués de Riscal. Este edificio, construido en piedra arenisca y una cubierta de titanio, alberga un hotel de la cadena Starwood Hotels & Resorts y dos restaurantes, el Bistró 1860 y el Marqués de Riscal, galardonado en 2011 con una Estrella Michelin. La cubierta del hotel tiene como objetivo representar el vino tinto (color rosa), la malla característica dorada de las botellas de Marqués de Riscal (oro) y la cápsula de dichas botellas (plata).[cita requerida]

## Viñedos
La producción de vino de la compañía se asienta sobre una vasta extensión de viñedos propiedad de la misma y otros en régimen de alquiler. Marqués de Riscal posee en el área de Rioja 1500 ha de viñedo en Elciego, Leza, Laguardia y Villabuena de Álava, de los cuales 500 ha son de su propiedad y 985 controladas. En la zona de Rueda, posee el mayor viñedo en propiedad de toda la D.O., con 205 ha en el municipio de Rueda. También dispone de 250 ha más en régimen de alquiler en Rueda, La Seca, Serrada y Rodilana. Además, cuenta con 200 ha en los municipios zamoranos de Toro y San Román de Hornija, a partir de los cuales produce tintos de la tierra de Castilla y León.

## Producción

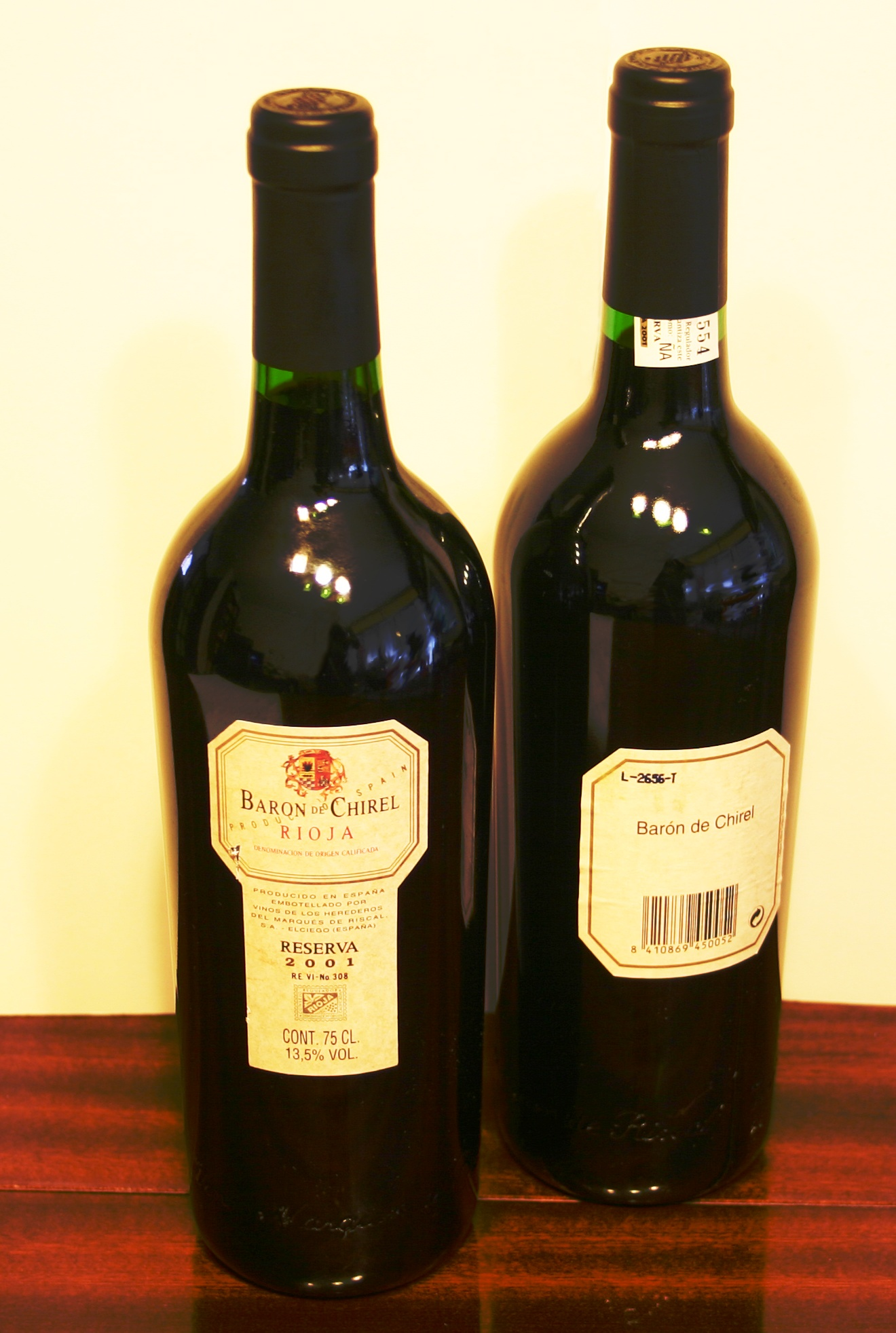
Botellas de Barón de Chirel Reserva 2001, a partir de uvas 85% Tempranillo y 15% otras variedades. Este vino tiene una crianza de 21 meses en barrica y un mínimo de 12 meses en botella.

La marca factura unos 50 millones de €/año y exporta a 104 países de todo el mundo. Saca al mercado unos 7 000 000 de botellas de tinto y blanco, además de 200 000 de vino espumoso Laurent Perrier.
- Dentro de la denominación de Origen Rioja, Marqués de Riscal comercializa vino tinto con las etiquetas Frank Gehry Selection 2001, Barón de Chirel, Marqués de Riscal 150 Aniversario, Marqués de Riscal Gran Reserva, Finca Torrea, Marqués de Riscal Reserva, Marqués de Riscal Rosado y Marqués de Arienzo.[5]
- El vino blanco de la denominación de origen Rueda está compuesto por las marcas Marqués de Riscal Limousin, Finca Montico, Marqués de Riscal Sauvignon Blanc y Marqués de Riscal Rueda Verdejo.[5]
- Además, dentro de la denominación Vinos de la Tierra de Castilla y León, comercializa el Riscal 1860, el único tinto que produce fuera de La Rioja.[5]

## Propietarios
Herederos de Marqués de Riscal es una sociedad anónima cuyo consejo de administración está presidido por:
- Presidente: Alejandro Aznar.
- Director general comercial: José Luis Muguiro.
- Director general técnico y de producción: Francisco Hurtado de Amézaga.
- Director general financiero: Fernando Salamero.

## Premios
- 2013 - Mejor Bodega Europea, Wine Enthusiast Awards.
- 2012 - Mejor Productor de Vino Tinto del Mundo, China Wine Challenge.
- 2011 - Bodega con Mejor Trayectoria, Premios Verema.
- 2011 - World's Most Admired Wine Brands, Drinks International.
- 2010 - Bodega del Año, Premios Guía Vivir el Vino.
- 2009 - Mejor Spa del Mundo, Spa Awards.
- 2007 - Mejor Hotel Vinícola del Mundo, Best of Wine Tourism Awards.
- 2007 - Mejor Arquitectura Exterior de Hotel en Europa, Villégiature Awards.
- 1895 - Diploma de Honor de la Exposición de Burdeos.